# Sarnese 1926
L'A.S.D. Sarnese 1926, meglio nota come Sarnese, è una società calcistica italiana con sede a Sarno, in provincia di Salerno. 
Milita in Serie D, la quarta serie del campionato italiano. Il colore sociale è il granata, mentre il simbolo è l'ippogrifo. Disputa le gare casalinghe presso lo stadio Felice Squitieri di Sarno.

## Storia
Fondata nel 1926, la squadra granata gioca inizialmente partite solamente a carattere locale e con una frequenza sporadica; ma negli anni trenta inizia a prendere parte ai campionati organizzati dalla federazione e, sotto la presidenza dell'Avvocato De Vivo, la squadra prese parte ad alcune stagioni della Seconda Divisione. Lo scoppio della seconda guerra mondiale portò all'interruzione dell'attività sportiva, nel 1943 vi fu un tentativo di riorganizzazione con l'Iscrizione della squadra al campionato di Seconda Divisione 1942-1943, sotto la presidenza di Andrea Vagito, ma l'esperienza si interruppe dopo una sola stagione a causa del proseguire della Campagna d'Italia. 

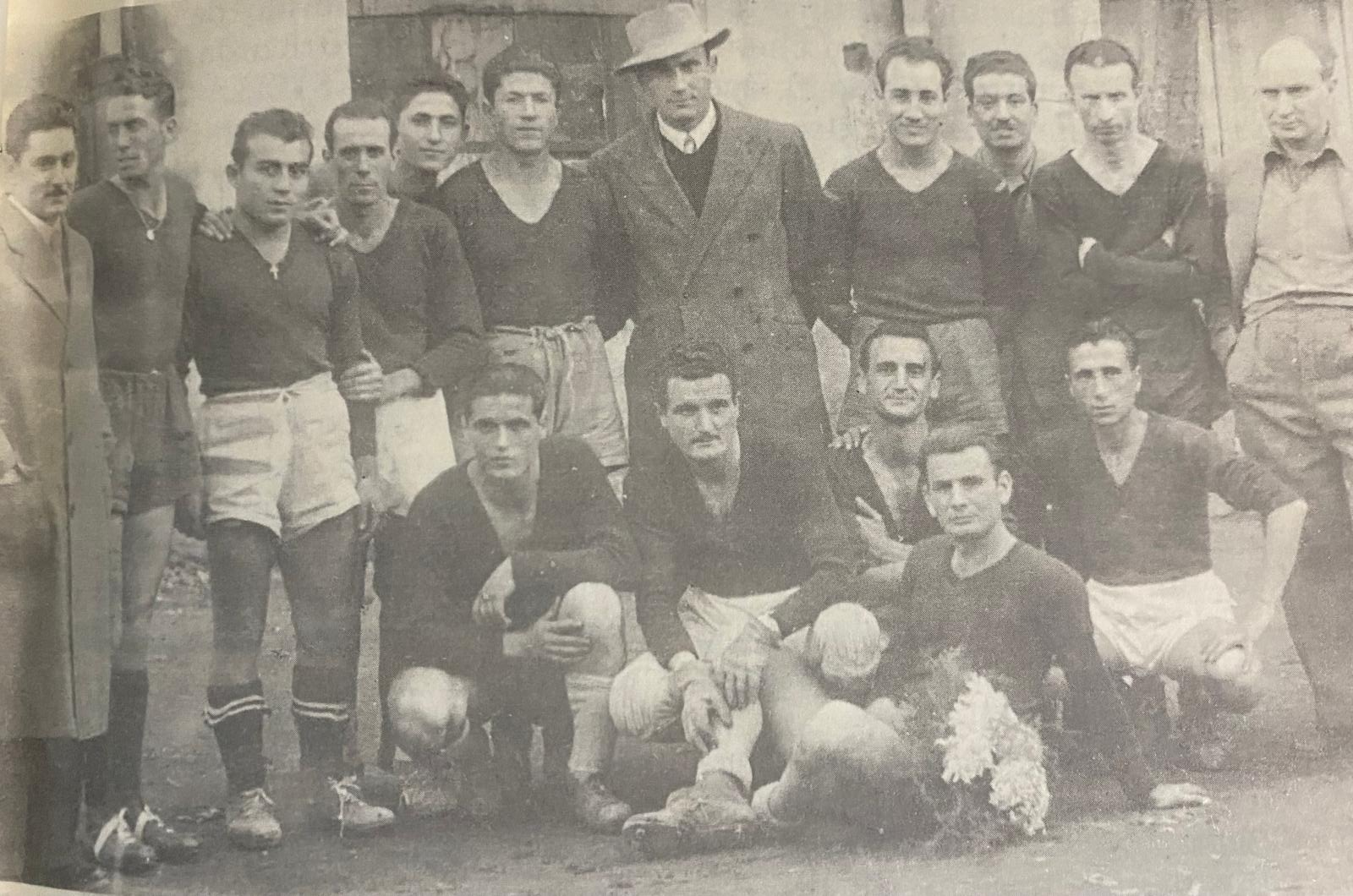
Una delle prime formazioni della Sarnese nell'immediato secondo dopoguerra.

Terminata la seconda guerra mondiale la Sarnese, guidata da Michele De Filippo presidente dell'epoca, decise di riprendere immediatamente le attività sportive prendendo parte alla Prima Divisione Campania 1945-1946, dove concluse al terzo posto il proprio girone, ed alla Prima Divisione 1946-1947, dove concluse al quinto posto in classifica il girone. Nonostante le moltissime difficoltà logistiche, con i giocatori che spesso andavano in trasferta con le biciclette, e quelle di trovare finanziamenti nell'Italia che era in ricostruzione dopo la guerra, tra la fine degli anni quaranta ed i primi anni cinquanta la squadra, in cui militavano in quegli anni giocatori come: Francesco Moncada, Antonio Barbuto, Salvatore Annunziata, Carmelo Annunziata, Carmelo Salvato, Antonio La Rocca ed Antonio Franco; militò in Seconda Divisione, ma alcune difficoltà economiche portarono la squadra a rinunciare alla partecipazione ai tornei federali per tutti gli anni cinquanta.

### Gli Anni '60: la presidenza Esposito
Tra il finire degli anni cinquanta e l'inizio degli anni sessanta, con la città di Sarno che godeva anch'essa dei frutti del Miracolo economico italiano, alcuni giovani del paese appassionati di calcio, tra cui Celestino Caiazza, Alberto Sparaneo e Francesco Buonaiuto, decisero di tassarsi per iscriversi ai campionati federali. La squadra venne denominata Polisportiva Sarnese e si manteneva con autotassazione e grazie ai contributi del pubblico che accorreva alle gare. Tra i primi giocatori a scendere in campo per la nuova compagine cittadina vi erano, oltre al già citato Caiazza, anche: Beniamino Annunziata, Venerando Esposito, Giovanni Squitieri, Franco e Antonio Robustelli, Agostino e Domenico Lanzetta e Daniele Vitolo. La squadra guidata da Pasquale Dato partecipò al campionato di Terza Categoria, che nella stagione 1959-1960, riuscì a vincere con 20 punti di vantaggio sulla seconda in classifica, ottenendo così l'accesso alla Seconda Categoria. Nei primi anni sessanta divenne poi presidente della squadra Mario Senatore che portò il tecnico Francesco Mazzetti, un allenatore molto esigente, che introdusse metodi di preparazione più professionali, e che portò alla definitiva adozione della casacca color granata da parte della Sarnese. 

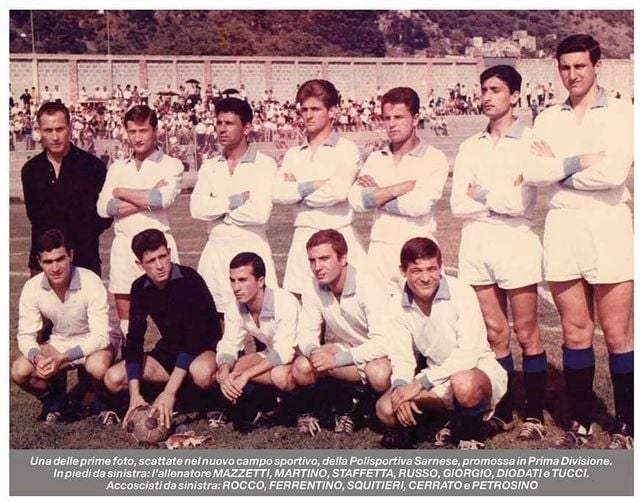
Una foto della Polisportiva Sarnese nel 1965

Nelle stagione 1965-1966, annata in cui la società festeggiava i quarant'anni dalla sua fondazione, la Sarnese prese parte alla Seconda Categoria Campania, con una formazione composta in quegli anni quasi interamente da giocatori originari della città tra cui: Agostino Lanzetta, Celeste Caiazza, Beniamino Annunziata, Antonio Robustelli, Antonio Cerrato, Mario Giudice, Michele De Stefano, Emilio Diodati, Domenico Lanzetta, Giovanni Squitieri e Raimondo Russo. I granata dominarono il girone H, terminandolo al primo posto in classifica e da imbattuta, ma per ottenere la promozione in Prima Categoria la Sarnese dovette prima affrontare uno girone a quattro di spareggio con l'Ascea, il Mazzola e la Libertas Stabia. La sfida decisiva si giocò contro l'Ascea all'ultima giornata del girone con le due squadra appaiate in testa; la partita venne giocata ad Ascea, con oltre mille tifosi della Sarnese che raggiunsero lo stadio, durante una fase di gioco il centroavanti sarnese Cerrato fu atterrato e trascinato fuori dal campo dagli avversari, i tifosi sarnesi a quel punto fecero invasione di campo e l'arbitro fu costretto a sospendere la partita. I dirigenti ed i calciatori granata riuscirono a far ripiegare i tifosi per permettere la ripartenza della gara; la Sarnese vinse sul campo per 1-0, grazie ad un goal di Martino, ma l'Ascea fece ricorso ottenendo la gara vinta, tuttavia la Commissione d'Appello Federale confermò, in ultima istanza, l'1-0 sul campo della Sarnese decretando la sua promozione nella Prima Categoria, in quello che all'epoca era il quinto livello calcistico italiano. Nella stagione d'esordio sulla cui panchina non sedette più Mazzetti ma, per volontà del presidente Esposito, il tecnico di Nocera Inferiore Felice Baiardini; questa decisione scatenò la contestazione dei tifosi che chiedevano il ritorno di Mazzetti e l'addio del presidente Esposito; Esposito si dimise, ma la squadra guidata da Mazzetti, perse tutte le prime cinque partite di campionato ed i tifosi invocarono il ritorno del vecchio presidente, il quale, come primo atto, esonerò Mazzetti ed ingaggio definitivamente Baiardini che condusse i granata al quinto posto in classifica nella Prima Categoria Campania 1966-1967, ottenendo l'accesso al nuovo campionato di Promozione che era previsto per la stagione successiva.
La prima stagione disputata in Promozione, vide la squadra classificarsi quarta nel Girone B della Promozione 1967-1968 terminando ad appena due punti dalla promozione; anche la stagione successiva la squadra si mantenne nelle parti alte della classifica concludendo al quinto posto sempre il Girone B della Promozione 1968-1969. Ma alla terza stagione in Promozione le cose per la Sarnese si complicarono, il presidente Mario Esposito, a causa dei troppi problemi economici, decise di cedere la società, ed anche sul campo, nonostante la squadra partiva con l'intenzione di lottare per la promozione, arrivò un'annata nera e dopo tre stagioni la Sarnese vene retrocessa nuovamente in Prima Categoria Campana dopo il sedicesimo, ed ultimo posto, in classifica nella stagione 1969-1970.

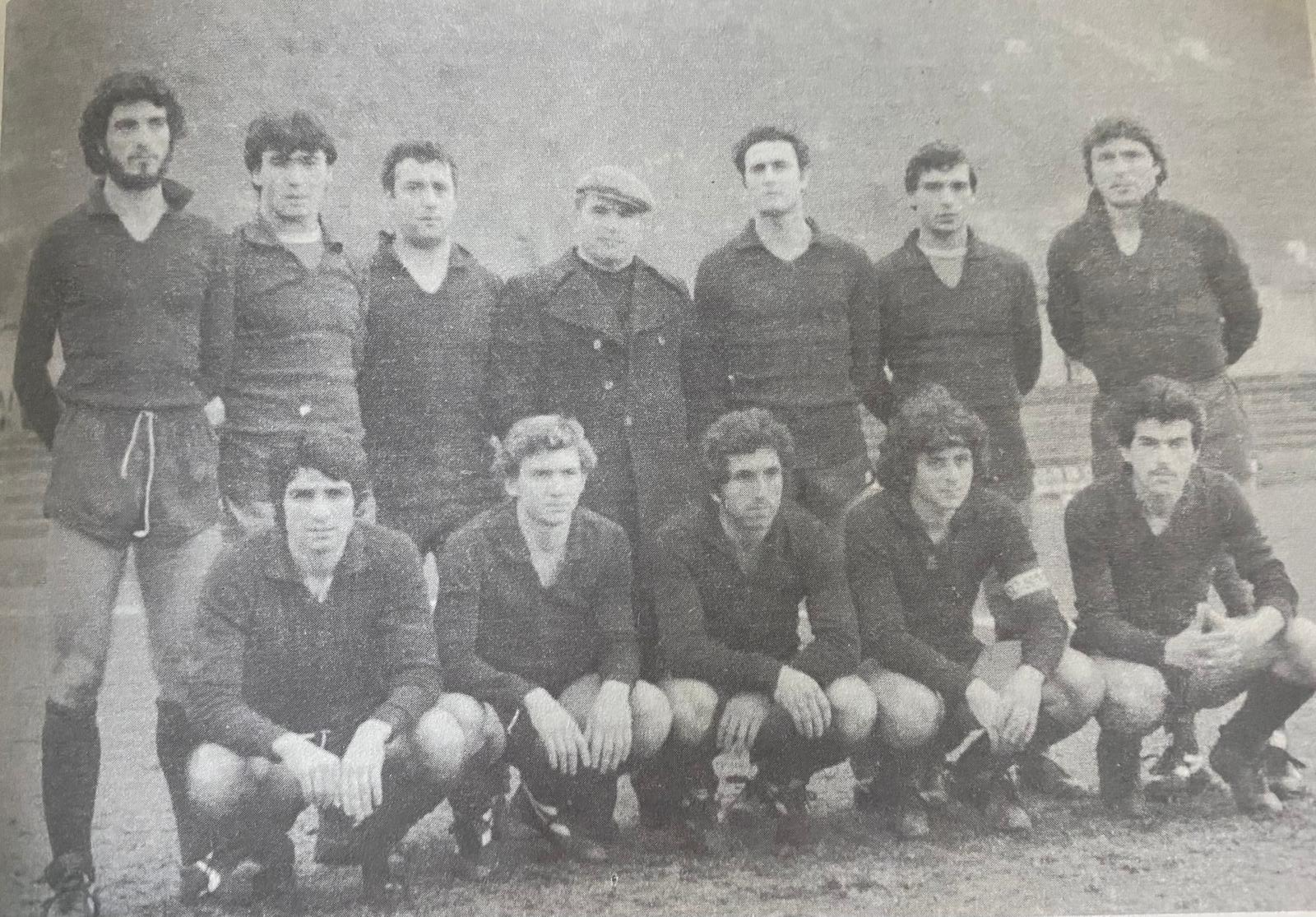
Una formazione della Sarnese negli anni settanta, si riconosce al centro, con la coppola, il presidente Pagliarulo

### Gli Anni '70: la presidenza Pagliarulo
La società, che si ritrovava nuovamente a giocare in Prima Categoria, venne rilevata da Michele Pagliarulo che la guiderà per quasi tutti gli anni settanta; sul campo la compagine della Sarnese formata tra gli altri da: Mario Odierna, Antonio Mari, Andrea Mandile, Agostino Lanzetta, Nicastro, Coppola, Vincenzo Pepe ed il portiere Greco; vinse nella stagione 1970-1971 il campionato di Prima Categoria e riconquistò immediatamente l'accesso al campionato di Promozione. 
I granata dopo una sola stagione ottennero nuovamente l'accesso in Promozione, dove rimasero per altre tre stagioni, dalla 1971-72 alla 1973-74 quando venne nuovamente retrocessa in Prima Categoria, dopo aver terminato all'ultimo posto la classifica del Girone B. 
Nella stagione 1976-1977, dopo due stagioni di assenza, la squadra sarnese fece il suo ritorno in Promozione concludendo da neopromossa al quinto posto la classifica del Girone B, ottenendo anche vittorie importanti contro l'Irpinia ed il Colombo Olimpic di San Giovanni a Teduccio, che conclusero ai primi due posti il girone. In quegli anni, la Sarnese schierava tra le sue file vari giocatori originari di Sarno come: Salvatore Robustelli, Alfonso Crescenzi, Franco Prevete, Michele e Alfredo Salerno, Aurelio Squitieri, Antonio Rizzo, Mario Odierna e Michele Molisse; concluse altre due stagioni in Promozione con un dodicesimo ed un ottavo posto in classifica. Ma nella stagione 1979-1980 la squadra venne spiazzata dalla decisione, dopo appena cinque gare dall'inizio del campionato, da parte del presidente Pagliarulo di cedere il titolo della società al Comune di Sarno per evitare la completa bancarotta; la squadra sul campo concluse al quattordicesimo posto il Girone C, posizione che condannava la Sarnese alla retrocessione in Prima Categoria, ma la squadra venne poi ripescata per la squalifica del Poseidon per illecito sportivo.

La Sarnese che superò gli spareggi del campionato di Promozione Campania-Molise 1982-1983 e ottenne la promozione in Interregionale

### Gli Anni '80: la prima presidenza Pappacena e l'Interregionale
Dopo la cessione del titolo al comune, aveva assunto il comando della Sarnese una cordata di 16 soci nella quale si affacciò l'imprenditore locale Aniello Pappacena, che nei primi anni ottanta assunse il comando della squadra,portando nuovo entusiasmo alla piazza. Alla guida della squadra venne chiamato un'ex giocatore della Sarnese, Sgambati, il quale iniziò ad usare i difensori in linea e a far praticare il fuorigioco. Dopo aver concluso al secondo posto il Girone C del campionato di Promozione 1981-1982, alle spalle dei rivali della Battipagliese; la Sarnese nella stagione 1982-1983 sotto la guida tecnica di Gaetano Vergazzola e con il seguente undici tipo che prevedeva: Vicedomini, Vietri, Carotenuto, Abate, Ciancia, Santucci, Robustelli, Aurilio, Giovino, De Gregorio e Nisi; concluse al primo posto il Girone C con due sole sconfitte durante tutta la stagione, riuscendo in quest'annata ad imporsi di sei lunghezze sui rivali della Battipagliese. Ma i posti disponibili per l'Interregionale era solo due mentre i gironi di Promozione erano tre, le vincenti dei tre gironi si contesero la promozione alla serie superiore in un turno finale con gare secce giocate in campo neutro; la Sarnese dovette giocarsela, sul campo dello Stadio Amerigo Liguori di Torre del Greco, contro il Saviano e la Santantimese. Contro il Saviano, anche se giocò bene, la Sarnese dovette arrendersi alle parete dell'estremo difensore avversario ed uscì sconfitta per 1-0; la partita tra Saviano e Santantimese terminò 0-0, quindi alla Sarnese per ottenere la promozione serviva una vittoria nella sfida contro la Santantimese, vittoria che arrivò, dopo una partita molto nervosa, grazie ad un goal di Nisi su un calcio d'angolo nel secondo tempo, che permise ai granata di imporsi per 1-0 e poter festeggiare per la prima volta nella sua storia l'accesso all'Interregionale.
Nell'Interregionale, la società guidata dal presidente Aniello Pappacena, lottò per la salvezza nelle prime due stagioni ottenendo un nono posto ed un undicesimo posto. Nel 1985-1986, venne scelto per la panchina granata Lucchetti, che con il suo 4-4-1-1 composto da: Bove, Paparozzi, Picardi, Squillante, Minichini, Ambra, Marotta, Calatè, Esposito, Cerciello e Verniti; realizzò una eccellente stagione conducendo anche la classifica fino al mese di febbraio, prima di una flessione nel girone di ritorno che gli fecero concludere la stagione nelle zone alte del campionato, piazzandosi in quarta posizione nel girone I a poche lunghezze dalla zona promozione, trascinata dai goal di Volpe, capocannoniere del girone con 12 reti, e di Cerciello; mentre nella stagione successiva si piazzò, sempre nel girone I, a metà classifica in nona posizione con sei lunghezze di vantaggio sulla retrocessione, nonostante i quindici goal di Calatè.
Nel 1987-1988, la società granata venne inserita per il terzo anno consecutivo nel girone I, disputò un campionato di vertice guidata in panchina da Benito Montalto, arrivato nel 1986 alla Sarnese, che schierava un 4-3-3 composto da: Zitola tra i pali, Grottola e Galasso centrali, il sarnese Luigi Squillante e Palladino laterali, Capiello mediano centrale, con bomber Calatè, capocannoniere del girone con 20 reti, e Picardi a fargli da spalla, mentre in attacco c'erano altri perni della squadra dell'epoca come Guglielmo Esposito, De Risi, Cerciello e Del Luca. I granata terminarono la stagione ottenendo 51 punti su 60 disponibili e sfiorando la promozione diretta in Serie C2: il torneo si concluse con la Sarnese prima a pari merito con i rivali storici della Battipagliese, un record italiano che va ad eguagliare quello della Juve quando la Serie A era ancora a 16 squadre, con però un solo posto da assegnare per la promozione.

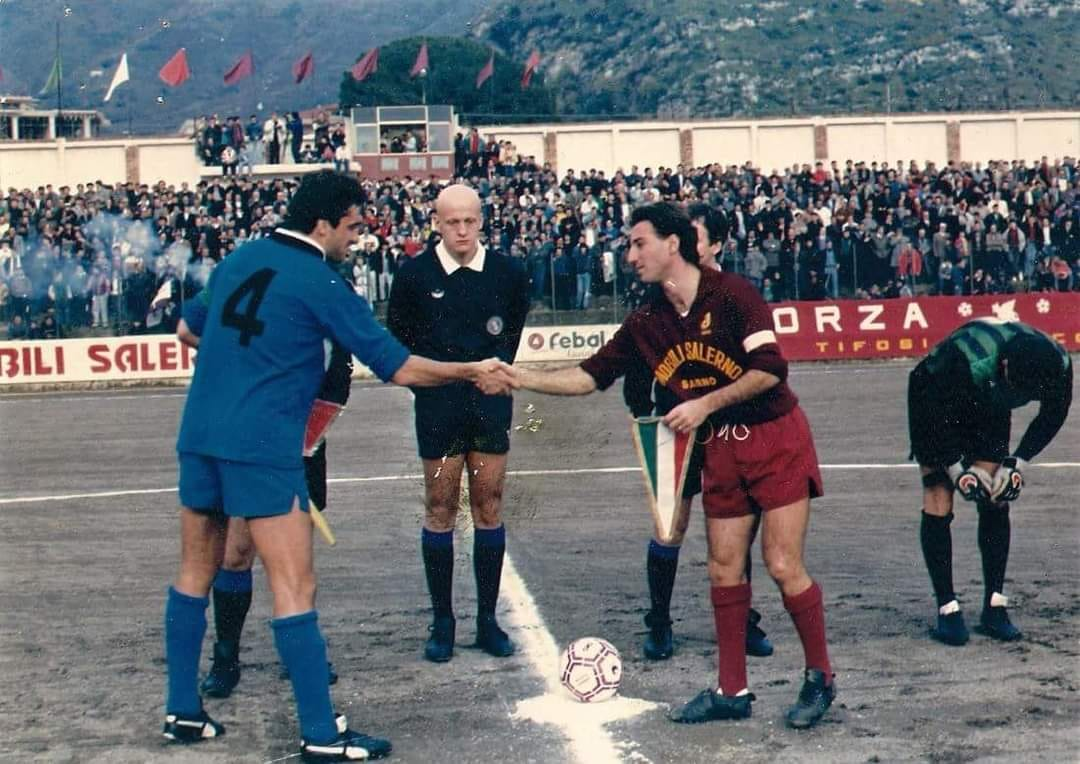
I capitani di Sarnese e Battipagliese, con al centro un giovanissimo Pierluigi Collina come arbitro, nella stagione 1987-88

Lo spareggio per l'assegnazione del primo posto fu giocato in campo neutro allo Stadio Romeo Menti di Castellammare di Stabia davanti ad un pubblico di circa 10.000 persone. I granata al settantesimo minuto andarono in vantaggio, grazie alla palla ribattuta in rete da Cerciello, su una respinta del portiere avversario, la Sarnese sprecò l'occasione per il raddoppio poco dopo, con una discesa di Picardi sulla fascia che servì De Risi che non riuscì ad inquadrare la rete tirando fuori; nel finale, Condemi pareggiò le sorti dell'incontro per le zebrette. Passarono quasi tutti i tempi supplementari e, mentre già si pensava ai possibili rigoristi, arrivò la doccia fredda per le speranze della Sarnese: al 119', il portiere granata Zitola uscì a vuoto su un cross ed il bomber bianconero, Pascariello, appoggiò il pallone in rete, siglando il definitivo 2-1 in favore della Battipagliese. Si parlò, dopo la sconfitta nello spareggio, di un possibile ripescaggio in Serie C2 per meriti sportivi ma, alla fine, fu il Potenza a fare a tavolino il salto di categoria, con la Sarnese che rimase quindi in Interregionale.
Nel campionato successivo la squadra, la cui panchina fu affidata a Crespi, era stata totalmente stravolta e dei giocatori che avevo sfiorato la Serie C2 era rimasto il solo Cappiello. Iniziò così il declino della squadra che non riuscì a mantenere la categoria, infatti dopo essersi piazzata quindicesima nel Girone M, perse lo spareggio per la salvezza giocato a Pontecagnano per 2-1 nei tempi supplementari contro il Valdiano 85 e retrocesse dopo sei anni in Promozione. 
La squadra prende quindi parte al campionato di Promozione 1989-90, concludendo al settimo posto il girone B, ma al termine della stagione il presidente Pappacena decise di mettere in vendita la società, che scomparve con la cessione del titolo sportivo all'Angri nell'estate del 1990.

### La rinascita e la lunga permanenza in Promozione
Negli anni novanta la società venne rifondata e partecipò alla Seconda Categoria e alla Prima Categoria, prima di accedere nuovamente in Promozione dopo il secondo posto nella Prima Categoria 1996-1997. Al termine della stagione 1999-2000, la squadra assume la denominazione di S.C. Sarnese 1926. La squadra, all'inizio del secondo millennio, continua a militare nel campionato di Promozione con risultati altalenanti; nella stagione 2002-2003 termina al terzo posto il girone C di Promozione Campania, mentre la stagione successiva sfiora l'approdo in Eccellenza concludendo al secondo posto sempre il girone C. Nella stagione 2006-2007 la squadra dopo una pessima stagione conclude al sedicesimo posto la classifica del girone B di Promozione, risultato che condannava la Sarnese al ritorno in Prima Categoria dopo dieci anni, ma al termine della stagione la squadra venne ripescata e riuscì così a mantenere la permanenza in Promozione.
La squadra che nel frattempo era tornata nelle mani del sarnese Aniello Pappacena, già presidente negli anni ottanta, dopo oltre un decennio di militanza in Promozione, nel 2009-2010 vinse il campionato con quattro giornate d'anticipo, approdando in Eccellenza.

### La stagione del Derby di Sarno:2010-2011
Nella massima categoria regionale si presentò come una delle pretendenti alla promozione e si trovò per la prima ed unica stagione nella sua storia a disputare un inedito derby stracittadino, vista la presenza nel girone di un'altra squadra sarnese, l'Ippogrifo Sarno; dopo che nell'estate vi erano anche state delle voci, diffuse dalla stampa locale, riguardo una possibile fusione fra le due società che però avevano poi trovato la smentita da parte delle dirigenze dei due club.
In campionato nel girone d’andata l’Ippogrifo ebbe la meglio sulla Sarnese allenata inizialmente da Giovanni Renna per 2-1, al ritorno invece la Sarnese, grazie alla rete di Rima nei primi minuti della ripresa portò a casa la prima vittoria in campionato del derby.
Sarnese e Ippogrifo però ebbero ulteriori incontri quella stagione anche nella semifinale di Coppa Italia Regionale; i goal totali segnati furono 6: nella partita d’andata la Sarnese fuori casa vinse 0-1 con gol firmato da Siano, mentre la grande impresa per l’Ippogrifo avvenne al ritorno; una sfida all’ultimo goal che aprì le porte alla finale ai grifoni con le reti di Aurino, D’Antò e Vitiello contro i due della Sarnese di Tufano e Rima.
Dopo una lunga volata per la promozione diretta, i neopromossi granata si piazzarono al termine della stagione appena dietro l'Ippogrifo in terza posizione qualificandosi per i play-off, dove ebbero nuovamente la meglio sui rivali cittadini nella finale regionale grazie alla vittoria per 2-0 con i goal di Tufano e Rima. I granata poi superarono con successo anche la fase nazionale, in cui la formazione di Pirozzi si impose prima in semifinale contro i calabresi del Capo Rizzuto per ben 5-0 allo Squitieri e 1-2 al ritorno in trasferta, per poi vincere la doppia sfida finale con i siciliani del Biancadrano con un risultato complessivo di 4-1, conquistando così la promozione in Serie D, facendo ritorno nel quinto livello del calcio italiano per la prima volta dal Campionato Interregionale 1988-1989 e per la prima volta da quando ha assunto la denominazione di Serie D.

### Il ritorno in Serie D
In Serie D la Sarnese primeggiò per due stagioni nelle posizioni di vertice, sfiorando la promozione in Lega Pro Seconda Divisione, sfruttando anche il fortino dello "Squitieri", per l’esattezza dalla stagione 2009-2010, annata della cavalcata dal Campionato Regionale di Promozione fino alla serie D, passando per la stagione di Eccellenza. In casa la Sarnese ha costruito il proprio fortino con due sole sconfitte interne nel 2009.Trentotto punti su quarantadue disponibili nella stagione 2009-2010 lasciando punti solamente a Palmese e Carotenuto. Nell'annata 2010-2011, quella della Promozione in D, i granata hanno conquistato quaranta punti su quarantacinque disponibili. In questo caso, la Palmese è stata la prima a “violare” lo “Squitieri” dopo oltre un anno, l’unica sconfitta casalinga del 2010. Poi il Faiano strappò un punto. Dalla stagione 2009-2010 a quella 2011-2012 la Sarnese ha raccolto dinanzi al proprio pubblico ben novanta punti in trentaquattro gare, con una media aritmetica stratosferica che si attestava a 2.64 punti a partita.
Infatti, nel 2011-2012 la squadra guidata dal mister Egidio Pirozzi condusse una stagione di altissimo livello lottando sempre per le posizioni alte della classifica, i granata dopo la vittoria esterna per 4-1 contro il Gaeta si ritrovarono da soli in testa alla classifica con quattro giornate al termine del campionato; la Sarnese riuscì a mantenere la testa della classifica fino all'ultima giornata con soli due punti di vantaggio sul Martina, ma venne sconfitta per 2-1 e superata in classifica proprio dallo stesso Martina nello scontro diretto dell'ultima giornata giocato in campo neutro a Bitonto concludendo così in seconda posizione la classifica del girone H. A seguito della disfatta di Bitonto, la Sarnese si trovò quindi a disputare i play-off per tentare lo stesso l'accesso alla Lega Pro Seconda Divisione; nel primo turno i granata sconfissero agilmente il Brindisi per 3-1 al Felice Squitieri con goal di D'Avanzo, Tufano e Ragosta, per poi vincere nuovamente di fronte al proprio pubblico anche il secondo turno contro la Casertana per 2-0, con le reti di D'Avanzo ed Olcese, in una partita tenuta in mano dall'inizio alla fine. La squadra si guadagna quindi l'accesso ai play-off nazionali dove però si ferma nella Terza Fase venendo sconfitta ai rigori dalla squadra ligure della Lavagnese
La stagione successiva, quella 2012-2013, vede per la prima volta i granata prendere parte alla Coppa Italia entrando nei turni preliminari venendo accoppiata nel primo turno contro la Lumezzane, il percorso della squadra granata si interruppe però immediatamente venendo sconfitti per 3-0 nella sfida di Lodi con una doppietta del futuro attaccante di Chievo e Parma, Roberto Inglese.. In campionato la Sarnese guidata dal terzino Antonio Noto, dal 2009 al 2013 in maglia granata e primo giocatore nel nuovo millennio ad aver collezionato più di 100 presenze con la squadra sarnese, e dalla coppia di attacco composta dall'argentino Emiliano "La Tota" Olcese e da Michele Tarallo,vide la squadra piazzarsi in terza posizione nel Girone G della Serie D: i risultati ottenuti nella seconda stagione, conclusa al terzo posto del girone G, non furono però abbastanza soddisfacenti per la dirigenza che, viste anche le difficoltà economiche in cui si trovava la società, decise di rinunciare sia a disputare i play-off sia ad iscrivere la squadra al successivo campionato per motivi economici.

### Gli anni della Polisportiva:2013-2019

#### 2013-14: La ripartenza e l'immediata promozione in D
Il 25 luglio 2013 venne fondata la Polisportiva Sarnese, che ripartì rilevando il titolo del Real Trentinara. La squadra si inscrisse nel campionato di Eccellenza venendo inserita nel Girone B per la stagione 2013-2014 e la panchina venne affidata al mister,ex Savoia, Pasquale Vitter. In estate la nuova società, guidata dal presidente Francesco Origo, allestì una squadra competitiva per puntare subito al ritorno in Serie D, oltre a giocatori come il centrocampista Michele Suarato e l'attaccante Domenico Maggio, arrivano vari giocatori originari di Sarno tra cui l'attaccante Mauro Adiletta, che già in passato aveva vestito la maglia granata, Paolo Siano, che con la Sarnese aveva sfiorato la Lega Pro Seconda Divisione due stagioni prima, Alessandro Squitieri, attaccante classe 1987 con esperienza in Eccellenza, l’esterno classe 1993 Antonio Squitieri, ex giocatore delle giovanili della Salernitana, ed anche l'esperto portiere Gaetano Sirica proveniente dalla Scafatese. La nuova società bagna il suo esordio assoluto nella storia con una cinquina, nella partita del primo turno di Coppa Italia Dilettanti Campania, fuori casa contro la Giffonese; anche il campionato inizia con il piede giusto con la vittoria casalinga per 2-1 sul Vis Ariano a cui seguì un pareggio contro la Scafatese col risultato di 3-3 fuori casa e tre vittorie consecutive, di cui l'ultima casalinga nel "derby" contro la Palmese per 2-1 con i goal di Esposito e Savarese, che proiettarono la squadra al primo posto in classifica,ma alla sesta giornata arriva la prima sconfitta stagionale a causa del 3-1 subito contro l'Angri, una partita in cui la squadra granata gioca per settantacinque minuti in dieci uomini e sbaglia per ben due volte dal dischetto prima con Maggio e poi con Savarese. I granata arrivano alla sfida casalinga, di inizio novembre, contro la Virtus Scafatese da primi della classe, con due punti di vantaggio proprio sulla compagine di Scafati, ma due goal nei primi dieci minuti decisero la partita condannando la Sarnese alla sconfitta per 2-0, con gli uomini di mister Vitter che furono così scavalcati in classifica; la Sarnese accusa il colpo e nella giornata successiva non riesce ad andare oltre il pareggio contro il Faiano, con un 3-3 ottenuto con un goal all'ottantaseiesimo minuto del difensore Amoruso. La squadra sarnese tornò poi alla vittoria contro il Sant'Angnello grazie all'1-0 firmato sempre nel finale da Ianniello, dopo questa vittoria i granata infilano altre sei importanti vittorie tra cui quella per 4-1 in casa contro i rivali storici del Sant'Antonio Abate, firmata dai goal di Ottobre, G. Esposito, Romano e Maggio, e quella fuori casa sul campo della Poseidon per 1-0 con la rete di Romano che permise alla squadra di laurearsi campione d'inverno del proprio girone. A gennaio la società rinforza la squadra con l'ingaggio dell'esperto centrocampista Marco Tufano, che vantava dieci anni di esperienza tra Serie C e Serie D, ma sul campo i granata intanto escono nuovamente sconfitti in uno scontro diretto e perdono nuovamente la testa della classifica dopo il 3-2 con cui la Scafatese si impone allo Squitieri. Dopo questo colpo d'arresto gli uomini di Vitter si rimettono subito in sesto vincendo le sei partite successive di campionato: apre il filotto la vittoria esterna contro la Libertas Stabia per 2-0 firmata da Savarese e Tufano, poi il 3-1 in casa contro il Massa Lubrense a cui fece seguito la vittoria esterna per 1-0 sul campo della Palmese grazie al decimo goal in campionato di Domenico Maggio, e poi quella fondamentale nello scontro diretto contro l'Angri davanti al pubblico dello Squitieri con il finale di 3-2 firmato da Ianniello, Esposito e Maggio, i granata in questo modo ottennero nuovamente la testa della classifica che consolidarono con i tre punti conquistati col 3-0, firmato dalla doppietta di Romano e dal solito Maggio, sul campo del Calpazio e con il 2-0 in casa contro l'Eclanese con i goal di Maggio e Savarese. La Sarnese arriva alla scontro decisivo per la vittoria del campionato contro la Virtus Scafatese in testa alla classifica, come nel girone d'andata, ma i granata escono sconfitti dal Comunale di Scafati per mezzo delle due reti, giunte entrambe nel primo tempo; una sconfitta che consegnò il primo posto in classifica alla Virtus Scafatese, con la formazione di Vitter costretta ad inseguire nuovamente i virtussini. Alla penultima giornata la squadra sarnese spreca l'opportunità di riagganciare la testa della classifica, in virtù del pareggio della Virtus Scafatese nel derby con la Scafatese, perdendo per 1-0 la sfida esterna contro il Sant'Antonio Abate. La Sarnese vinse l'ultima di campionato per 3-0 in casa contro la Poseidon, ma si dovette accontentare del secondo posto ad un solo punto dalla vetta occupata dalla Virtus Scafatese. La squadra partecipò quindi ai play-off regionali accedendo direttamente al secondo turno, avendo un distacco di oltre 10 punti sulla Scafatese, quinta in graduatoria; nella finale regionale i granata si imposero allo Squitieri di Sarno per 2-1, con goal di Maggio e Tufano, sull'Angri ottenendo così l'accesso ai play-off nazionali per la Serie D.
Nella semifinale dei play-off nazionali la Sarnese superò la società molisana del Gioventù Calcio Dauna con un complessivo di 3-2, vincendo l'andata giocata a Sarno per 2-1 con le marcature di Fontanarosa e Pagano, e pareggiando al ritorno per 1-1 in Molise;
I granata affrontarono quindi nella doppia finale per l'accesso in Serie D la formazione lucana dell'AZ Picerno, nella prima sfida giocata fuori casa la Sarnese, grazie ai goal di Fontanarosa e di Maggio, vinse per 2-0, ed anche nella sfida finale giocata allo Squitieri di Sarno, i ragazzi sarnesi riuscirono ad imporsi anche questa volta con il risultato di 2-1 grazie alle reti di Maggio e Tufano, staccando quindi il biglietto d'accesso per la Serie D. 

## Tifoseria

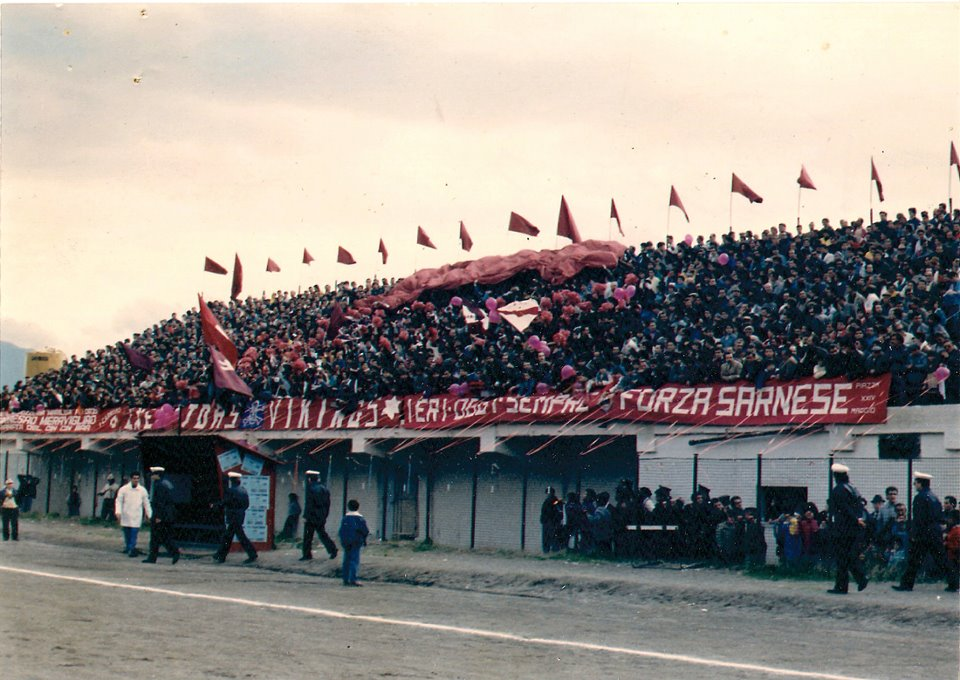
La tifoseria sarnese in occasione di Sarnese-Battipagliese 1987-88. Campionato Interregionale

### Gemellaggi ed Amicizie

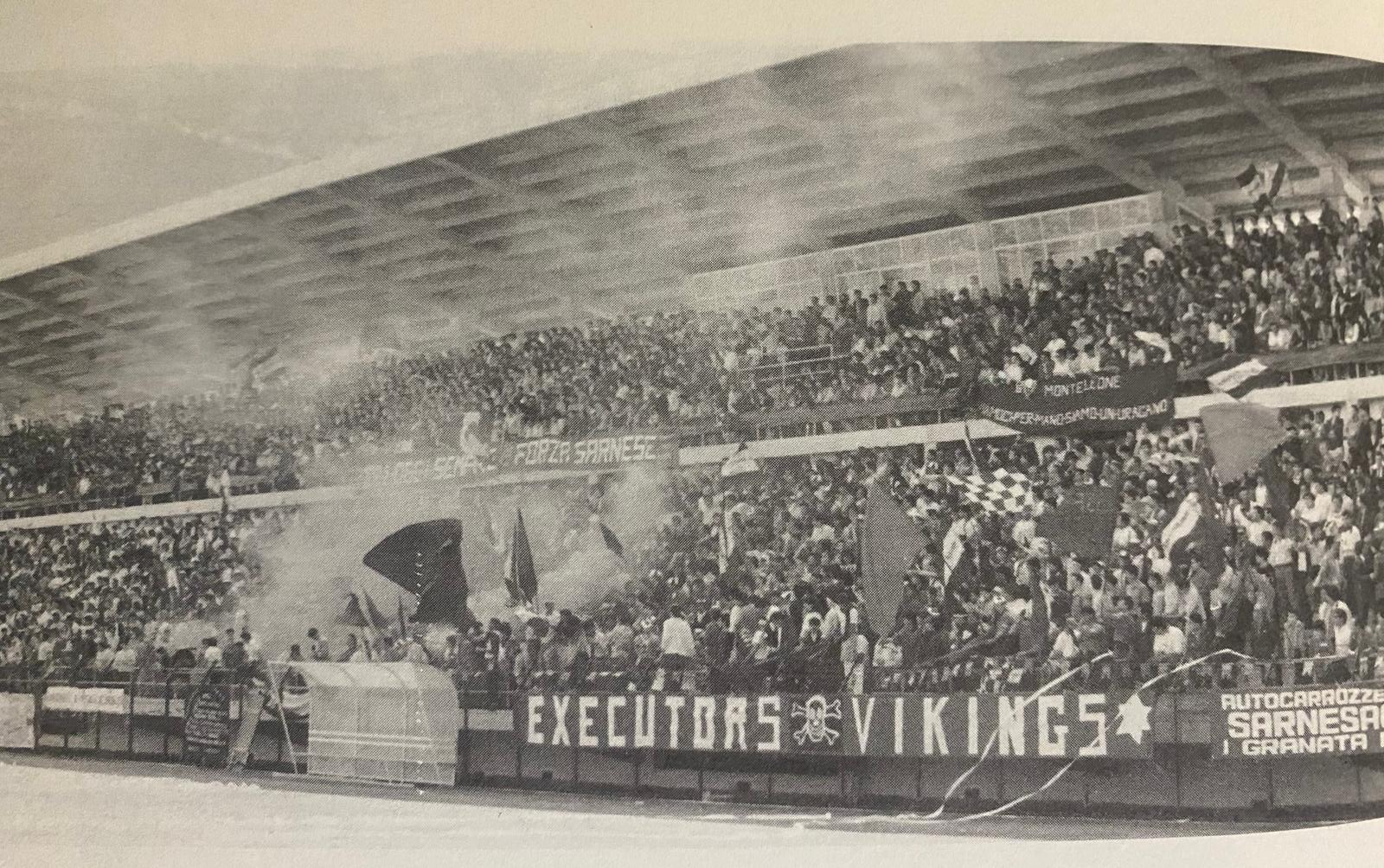
La tifoseria sarnese al Menti nel 1988 in occasione dello spareggio con la Battipagliese

### Rivalità e inimicizie

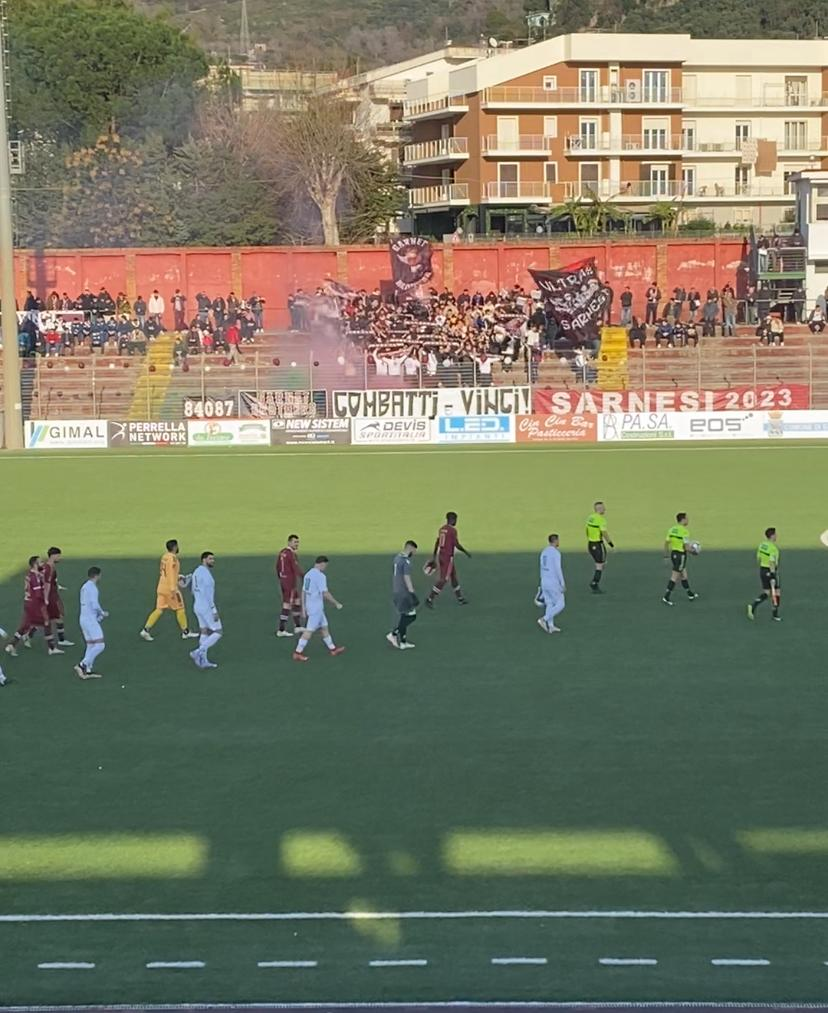
La tifoseria organizzata sarnese, durante la semifinale di Coppa Italia Campania 2023-24

#### 2014-15: Buon esordio in D
Dopo una sola stagione di assenza, i granata tornarono quindi per la stagione 2014-2015 in Serie D venendo inclusi nel Girone H. Sulla panchina sarnese viene confermato il mister Pasquale Vitter e con lui vengono confermati anche molti componenti della squadra che aveva ottenuto la promozione tra cui: i portieri Vincenzo Cerbone e Claudio Ruocco, i difensori Gianluca Esposito, Fabrizio Falanga, Raffaele Ferrara, Francesco Nasti, Domenico Pallonetto e Fabio Testa, i centrocampisti Ferdinando Di Capua, Simone Fontanarosa, Angelo Nasto, Ciro Iannello, Pasquale Ottobre e Marco Tufano, mentre in attacco venne confermato solo Domenico Maggio. Durante il mercato estivo la società granata ingaggiò diversi giocatori per puntellare la squadra: l'esterno classe 1992 Vincenzo Iovene, con molta esperienza nella categoria, il laterale di centrocampo Antonio Guarro, anche lui con tanta esperienza tra Serie C e Serie D,l'attaccante Errico Marcucci, nella stagione precedente autore di 32 reti in maglia Virtus Scafatese, il giovane portiere classe 1996 Tommaso Nobile, il difensore Andrea Romano, il centrocampista proveniente dalla primavera dell' Avellino Davide Grenni ed il difensore, già in prestito nella precedente stagione dal Savoia, Francesco Nasti. All'esordio nel girone di Serie D la squadra granata subisce una sonora sconfitta per 3-0, fuori casa, dal Brindisi ma alla prima nelle mura amiche la Sarnese riesce a sconfiggere la Virtus Scafatese con il risultato di 3-2, grazie ad un goal realizzato all'ultimo minuto da Tufano, alla terza giornata la formazione campana uscì sconfitta dalla sfida esterna contro il Monopoli, si rifarà in casa nella giornata successiva grazie alla vittoria per 3-2 contro il Pomigliano, con la doppietta di Maggio ed il goal di Guarro, ma verrà nuovamente sconfitta lontana da Sarno dal Gallipoli per 2-0. Alla settima di campionato cade l'imbattibilità interna degli uomini di Vitter che escono sconfitti per 2-1 dalla partita contro la Fidelis Andria, con un goal dell'ex attaccante argentino dei granata Olcese, la partita successiva, giocata in campo neutro, contro il San Severo vide la Sarnese andare in vantaggio per 3-1 nel primo tempo, prima di essere rimontata sul 4-3 per poi realizzare il definitivo goal del 4-4 nei minuti di recupero grazie al goal di Ottobre, mentre alla nona giornata la squadra granata inflisse una dura sconfitta al Potenza, interrompendo la loro striscia di sei vittorie, grazie al 3-1 firmato da Catalano, Esposito e Maggio.La Sarnese si confermò, nelle successive giornate, un rullo compressore tra le mura dello Squitieri ottenendo altre due vittorie casalinghe molto importanti per 2-1 contro il Manfredonia, con la doppietta di Guarro, e contro la Cavese con i goal di Di Capua e Marcucci, intervallate però da altre due sconfitte esterne contro la Frattese ed il Taranto; mentre alla quattordicesima giornata arrivò la prima gioia fuori casa per la compagine sarnese, la quale riuscì ad imporsi per 1-0, grazie ad un goal di Esposito su rigore, sul campo della Puteolana. Nel mese di dicembre lasciarono la squadra l'attaccante Marcucci, arrivato in estate e finito nuovamente alla Scafatese, e dopo un anno e mezzo in granata anche il difensore laterale Raffaele Ferrara, mentre sul campo la squadra conclude le tre ultime giornate del girone d'andata con una sconfitta casalinga per 1-0 contro la Gelbison, con la seconda vittoria esterna consecutiva sul campo del Francavilla sempre per 1-0, e con un pari in rimonta per 2-2 sul campo del Bisceglie con goal di Esposito e Maggio; in questo modo la Sarnese chiuse il girone d'andata al nono posto in classifica con 26 punti conquistati. Il 2015 sportivo si aprì con la sconfitta casalinga, arrivata con un goal nei minuti di recupero, per 1-0 contro il Brindisi e con la vittoria di misura, grazie al goal di Guarro, sul campo della Virtus Scafatese; mentre tramite il mercato di riparazione la società si mosse alla ricerca di un nuovo attaccante per sostituire Marcucci, ingaggiando il centravanti, classe 1994, Felice Simonetti che nella prima parte di stagione aveva vestito la maglia del Manfredonia. Il campionato nel mese di febbraio portò altre due importantissime vittorie contro il Pomigliano per 1-0 e contro il Gallipoli per 2-1, che permisero ai granata di allontanarsi dalla zona play-out e posizionarsi al settimo posto in classifica, dopo la vittoria contro i pugliesi, per un mese la Sarnese non trova la vittoria, riuscendo a collezionare due punti grazie ai pareggi contro Arzanese e San Severo e due sconfitte contro la Fidelis Andria ed il Potenza; la compagine granata tornano alla vittoria dopo oltre un mese battendo con un perentorio 3-0 i tarantini del Grottaglie, ottenendo il successo grazie a una doppietta di Guarro e al gol di Ianniello. La Sarnese fu la sorpresa del girone, la matricola raggiunse con ampio margine il traguardo stagionale della salvezza e non era ancora chiuso, almeno per la matematica, il discorso play off, con sette gare al termine. Dopo la matematica salvezza arrivarono un buon pareggio esterno per 1-1 sul campo del Manfredonia a cui però fecero seguito due pesanti sconfitte, la prima a Sarno contro il Taranto per 3-1 e la seconda, pesantissima, nel "derby" fuori casa contro la Cavese per 5-2. Proprio dopo la sconfitta contro i Metelliani la società decise di sollevare dall'incarico l'allenatore Pasquale Vitter, con quattro giornate al termine del campionato, al fine di programmare da subito la stagione sportiva successiva, basando il progetto sulla valorizzazione dei giovani calciatori e quindi dell'intero settore giovanile, con la panchina che venne affidata al duo di calciatori Gianluca Esposito e Ciro Ianniello. Dopo il cambio di panchina, la Sarnese concluse il campionato senza riuscire ad ottenere una vittoria nelle ultime quattro giornate, terminando la sua prima stagione nuovamente in Serie D con una sconfitta fuori casa per 3-1 sul campo del Bisceglie. Quarantaquattro i punti totali collezionati, frutto di 12 vittorie, 8 pareggi e 14 sconfitte, i gol fatti furono 51, di cui 16 quelli realizzati da Maggio e 11 quelli di Guarro, mentre quelli subiti ammontarono a 57, statistiche che valsero il settimo posto in classifica.

#### 2015-16: Una stagione da metà classifica
Al termine del campionato era circolata la voce, confermata dallo stesso presidente Origo in conferenza stampa, che la squadra potesse rinunciare ad inscriversi alla Serie D nella la stagione successiva, a causa di difficolta economiche, per ricominciare dall'Eccellenza; tale eventualità alla fine non si concretizzò con la Sarnese che presentò e ottenne l'inscrizione per la Serie D 2015-2016, con la squadra inserita questa volta nel Girone I. Sulla panchina della squadra rimase, l'ex attaccante dei granata, Gianluca Esposito che era stato confermato già prima del termine dell'ultima stagione, la squadra che aveva conquistato la salvezza l'anno precedente venne confermata quasi totalmente, lasciarono però la squadra l'attaccante Domenico Maggio e l'esterno Antonio Guarro, 27 goal in due nella precedente stagione, ed il portiere Tommaso Nobile; proprio per sostituire quest'ultimo arrivò dal mercato il giovane Luigi Sorrentino, estremo difensore scuola Napoli e venne ingaggiato anche il difensore classe 1993 Gabriele Pastore. Il campionato si aprì con una bella vittoria casalinga per 3-0, firmata da Gabbiano, Simonetti e Ianniello, contro l'Agropoli, ma alla seconda i granata trovarono la prima sconfitta stagionale al Granillo di Reggio Calabria, perdendo di misura contro la Reggina guidata in panchina da Ciccio Cozza, per poi ottenere la seconda vittoria casalinga grazie alla vittoria per 2-1, con reti di Imparato e Savarese, nel turno infrasettimanale contro il Noto. La Sarnese ancora una volta si dimostrò squadra ostica specialmente in casa e, dopo la seconda sconfitta esterna contro la Gelbison, tornò al successo nel "fortino" dello Squitieri, con la formazione di mister Esposito che superò il Due Torri e conquistò la terza vittoria su tre partite, grazie alle reti firmate da Catalano, Imparato e Savarese. La squadra continuò a collezionare risultati positivi, ottenendo alla sesta un pareggio a reti inviolate fuori casa contro l'Aversa Normanna, dopo il turno di riposo, una netta vittoria casalinga per 4-0 contro il Roccella all'ottava di campionato; i granata collezionarono nelle tre giornate successive tre punti, frutto del pareggio in trasferta per 0-0 contro i siciliani della Leonfortese, dell'1-1 nel "derby" contro la Cavese in cui la Sarnese non sfrutta la superiorità numerica e spreca un calcio di rigore con Simonetti. Nonostante il buon periodo di forma in campionato, la Sarnese a fine ottobre subì una pesante sconfitta nel primo turno della Coppa Italia Serie D 2015-2016, perdendo per ben 5-1 sul campo della Marcianise, risultato da cui però i granata riuscirono a rialzarsi ottenendo prima un altro 1-1 conquistato fuori casa contro la Vigor Lamezia, e alla dodicesima di campionato al fotofinish la Sarnese vinse contro il Rende per 3-2 e conquistò tre punti preziosi grazie alla doppietta di Fontanarosa e gol sul rigore allo scadere di Di Capua che fanno tornare la Polisportiva alla vittoria, dopo tre pareggi consecutivi.. Dopo sette risultati positivi, 4 pareggi e 3 vittorie, arrivò una disfatta per la Sarnese in Sicilia, allo stadio Angotta di Marsala dove in un’atmosfera surreale i padroni di casa dei Lilibetani, contestati e minacciati dai propri sostenitori, diedero il tutto per tutto, contro una Sarnese rimaneggiata a causa di infortuni e squalifiche, portando a casa un netto 5-0. Nonostante la seconda sconfitta in stagione con cinque goal subiti, gli uomini di mister Esposito, non persero la bussola e nelle sei giornate successive, per concludere il girone d'andata, ottennero nuovamente un filotto di risultati positivi: il rigore di Di Capua diede la vittoria contro il Siracusa allenata da Andrea Sottil, dopodiché arrivarono altri tre paraggi pareggi, l'1-1 sul campo della Vibonese e due 0-0 consecutivi contro la Frattese e contro il Gragnano, nell'ultima partita casalinga arrivò poi la vittoria di misura, grazie ad una autorete, contro il città di Scordia e tre punti importanti conquistati, che permisero alla Sarnese di chiudere il girone di andata allo Squitieri con una vittoria e l’imbattibilità interna. 
Iniziò male il 2016 per la Polisportiva Sarnese che, al Guariglia di Agropoli subisce tre gol tornando a casa a mani vuote e permettendo ai delfini di vincere la prima gara del Campionato tra le mura amiche, dopo la gara vinta in campo neutro nel girone di andata; ma alla seconda di ritorno i granata fecero poi rispettare il fattore campo e mantenendo l'imbattibilità interna anche contro la Reggina costretta al pareggio per 1-1 con goal di Di Capua, con la squadra sarnese che avrebbe potuto conquistare anche la vittoria. La squadra di mister Esposito però sembrava che non era più in grado di vincere e nelle successive quattro giornate collezione altrettanti pareggi di cui tre consecutivi per 0-0 contro il Noto, la Gelbison ed il Due Torri, ed uno per 1-1 fuori casa contro l'Aversa Normanna; dopo il turno di riposo, i granata all'ottava di ritorno mancarono ancora l'appuntamento con il successo questa volta perdendo per 3-2 la sfida esterna contro il Roccella. La vittoria che mancava dal 13 dicembre 2015, in occasione dell'1-0 contro lo Scordia, arrivò alla fine il 21 febbraio, dopo oltre due mesi, grazie sempre di un 1-0 questa volta firmato da Ianniello contro la Leonfortese; questa vittoria però non riuscì a dare spinta alla squadra che nelle sfide successive collezionò altri due pareggi a reti inviolate prima nel derby contro la Cavese fuori casa e poi nella sfida dello Squitieri contro la Vigor Lamezia, prima di arrendersi per 1-0 al Rende nell'anticipo del trentunesimo turno. La squadra sarnese non riuscì più a trovare la forma che aveva avuto nel girone d'andata e dalla sconfitta contro i cosentini fino alla conclusione della stagione arrivarono solo altre due vittorie, la prima nella sfida della trentaquattresima giornata contro la Vibonese per 2-0 con la doppietta di Savarese e l'altra all'ultima giornata di campionato per 2-1 nella sfida contro la Palmese, decisa dai due goal di Di Palma; in occasione di questa partita inoltre i giocatori Fontanarosa, Savarese, Ianniello e Di Capua furono premiati per aver raggiunto le 100 presenze in maglia granata. La Sarnese in virtù di 10 vittorie, 17 pareggi e 9 sconfitte concluse la sua seconda annata in Serie D con un nono posto in classifica nel girone I, guadagnandosi nuovamente la permanenza nella categoria.

#### 2016-17: Salva dopo i play-out

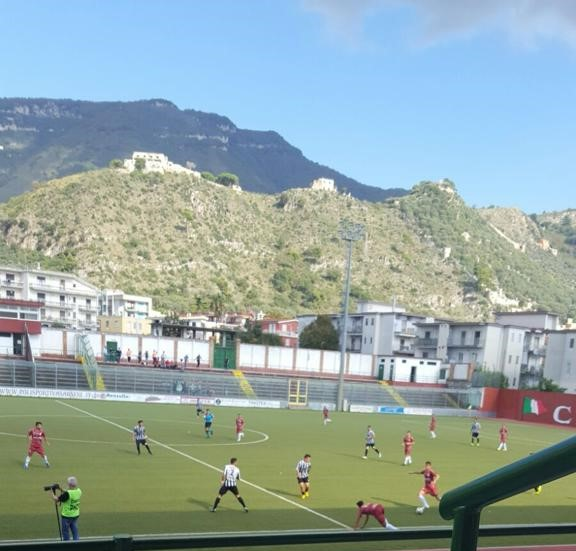
I granata in campo contro la Sicula Leonzio nella Serie D 2016-2017

I granata al terzo anno consecutivo in Serie D, nella stagione 2016-2017 con la panchina della squadra affidata nuovamente a Gianluca Esposito, allenatore anche nella stagione precedente, vengono inseriti nuovamente nel Girone I. Dopo aver tentato in estate, con un appello sui social da parte del presidente Origo, di convincere l'attaccante Mario Balotelli a firmare per la squadra granata, la Sarnese non inizia nel migliori dei modi la stagione sportiva venendo immediatamente eliminata dalla Coppa Italia Serie D nel primo turno dopo la sconfitta per 1-0 contro la Nocerina, ed anche in campionato l'inizio di stagione non è incoraggiante. Nelle prime quattro giornate la squadra collezione solo due punti ottenuti con due 1-1, il primo all'esordio fuori casa contro l'Igea Virtus ed il secondo in casa contro il Rende; la prima gioia stagionale arrivò solo alla quinta giornata dopo la vittoria casalinga per 1-0 sulla Sancataldese firmata dal rigore di Figliolia, a cui fece seguito il pareggio ottenuto in nove uomini, a causa di una doppia espulsione, per 1-1 sul campo dell'Aversa Normanna. Con la squadra che aveva collezionato solo 6 punti nelle prime sei partite, alla settima giornata arrivò anche la sconfitta casalinga per 2-1 contro la Sicula Leonzio, con questo risultato si interruppe anche la striscia di 23 risultati utili consecutivi casalinghi (11 vittorie e 12 pareggi) della Sarnese che durava dal 2 aprile 2015, sconfitta contro il Taranto per 3-1. Alla nona giornata ed all'undicesima giornata arrivarono due vittorie casalinghe fondamentali che permisero ai granata di allontanarsi momentaneamente dalla zona retrocessione: prima il 2-0 contro il Due Torri con i goal di Elefante e Di Finizio, e poi il 2-1 contro il Castrovillari firmato da Di Finizio e Talia. La Sarnese però non riesce a dare continuità ai suoi risultati ed arrivarono altre pesanti sconfitte, tra cui le due casalinghe contro il Roccella per 1-0 e contro la Cavese per 2-0; i granata concludono il girone di andata con il pareggio per 1-1, ottenuto nella partita giocata a porte chiuse a Sarno, contro il Gela. Il girone di ritorno vede la squadra granata partire molto male, dopo la sconfitta alla prima contro l'Igea Virtus per 2-1, arrivano altre nove giornate consecutive senza vittorie con soli tre pareggi e ben sei sconfitte, tra cui quelle contro la Palmese per 1-0, quella molto pesante con la Sicula Leonzio per 4-1 e contro la Turris sempre per 1-0. A quattro giornate dal termine del campionato la Sarnese ottenne una importante vittoria casalinga in chiave salvezza con il 2-1 contro la Frattese ottenuto con i goal di Cacciottolo e Calemme,; ma la sconfitta, sempre in casa, all'ultima di campionato contro il Gela per 1-0 porta i granata a concludere al quindicesimo posto la classifica del Girone I, il che condannava la squadra a giocare i play-out per la salvezza. La Sarnese aveva terminato la stagione a pari punti, trentadue, con il Castrovillari con un distacco di 10 punti dal tredicesimo posto occupato dalla Sancataldese; il regolamento prevedeva quindi un primo spareggio per determinare la squadra che, a seguito del distacco pari o superiore ad 8 punti dalla 13ª classificata, doveva essere retrocessa direttamente senza la disputa dei play-out. Nello spareggio giocato a Potenza, dopo l'1-1 dei tempi regolamentari la Sarnese si riuscì ad imporre sul Castrovillari per 4-1 ai calci di rigore. La squadra granata riuscì poi a completare l'obbiettivo della permanenza in Serie D, vincendo per 1-0 lo scontro decisivo fuori casa contro la compagine calabrese del Roccella con una rete di Della Monica.

#### 2017-18: La salvezza all'ultima giornata
Ottenuta la salvezza nella stagione successiva, quella 2017-2018, la squadra viene inserita nel Girone H della Serie D. I granata guidati in panchina dal nuovo mister Valerio Gazzaneo, partono bene in campionato ottenendo tre vittorie ed un pareggio nelle prime quattro giornate, vincendo alla prima fuori casa contro il Nardo per 2-1, pareggiando in casa 2-2 contro il Gravina alla seconda, per poi prima espugnare lo Stadio Iacovone alla terza giornata grazie al 3-2 sul Taranto per infine vincere per ben 5-0 allo Squitieri contro il Molfetta alla quarta giornata. Alla quinta giornata però arrivò la prima sconfitta stagionale a causa del pesante 3-0 subito nella trasferta contro la Cavese. Dopo questa sconfitta la Sarnese inanella tre pareggi contro Gragnano, Turris e Manfredonia e poi quattro sconfitte consecutive; durante la sfida contro la Turris terminata con il risultato di 3-3, uno dei centrocampisti della squadra di Torre del Greco, è stato espulso dall’arbitro per aver abbassato i suoi pantaloncini e urinato in direzione della tribuna dei tifosi provenienti da Sarno al 21º minuto del secondo tempo in occasione di un goal dei suoi compagni. A novembre l'allenatore Valerio Gazzaneo, dopo la sconfitta casalinga contro l'Aversa Normanna, rassegnò le dimissioni in diretta televisiva parlando di difficoltà nell’organizzazione societaria. Al suo posto la società ingaggio Carmelo Condemi come nuovo allenatore, ma i risultati continuarono a scarseggiare con una sconfitta e due pareggi nelle prime tre partite della sua gestione, i granata tornarono alla vittoria dopo undici partite ad oltre due mesi dall'ultima volta, grazie all'1-0 fuori casa contro il AZ Picerno con la rete di Salvatore Elefante, vittoria replicata anche la settimana successiva contro il Francavilla in casa per 3-2, che permise alla Sarnese di chiudere il girone d'andata al nono posto con ventuno punti in piena zona salvezza. Il girone di ritorno iniziò male con due soli pareggi e tre sconfitte nelle prime cinque giornate, a febbraio 2018 la stagione della squadra sarnese fu improvvisamente scossa dalla notizia che la società aveva ricevuto due punti di penalizzazione per il mancato adempimento all’obbligo di pagamento dei calciatori Giuseppe Savarese e Fernando Di Capua, oltre alla penalizzazione la società ricevette anche un'ammenda ed il presidente Origo venne interdetto per quattro mesi. La squadra però sul campo continuò a lottare per ottenere la permanenza nella categoria ottenendo risultati altalenanti ma riuscendo ad anche ad ottenere due importanti vittorie in chiave salvezza fuori casa, la prima contro il Gragnano per 2-0 e la seconda con uno spettacolare 5-4 contro il Manfredonia. Nell'aprile 2018, lo spogliatoio sarnese venne nuovamente destabilizzato da avvenimenti extra calcistici a causa dell'arresto del capitano della squadra Angelo Nasto. Ma nonostante ciò la Sarnese riuscì ad ottenere nuovamente la permanenza nella quinta serie concludendo la classifica all'undicesimo posto, riuscendo anche ad evitare i play-out all'ultima giornata, grazie alla vittoria per 3-2 fuori casa sul Francavilla.

#### 2018-19: La retrocessione sul campo ed il fallimento
Nell'estate del 2018, il presidente della società Francesco Origo, che aveva preso la guida della squadra nel 2013, decise di chiudere la propria esperienza nel calcio, iniziando varie trattative per la cessione della società sarnese; il titolo alla fine resterà nelle mani di Origo, che però decise di lasciare il ruolo di presidente nelle mani del sarnese Emilio Diodati che già da due anni era parte integrante della società.
Nella stagione 2018-19, la Polisportiva Sarnese entra nella storia del calcio a Sarno: per il quinto anno consecutivo partecipa al massimo campionato dilettantistico, la prima volta per una squadra di Sarno da quanto esiste la Serie D. La squadra venne inserita nuovamente nel Girone H con la panchina affidata al tecnico Pompilio Cusano; i granata cambiano ben tre allenatori durante la stagione, nel gennaio 2019 Cusano viene esonerato ed al suo posto viene annunciato Massimo Agovino, che però dopo aver condotto anche il primo allenamento con la squadra decise di rifiutare la panchina sarnese per firmare con il Giugliano, la squadra venne quindi affidata al tecnico Alfonso Pepe che guidò i granata al 14º posto finale nel campionato, con la squadra quindi costretta a disputare i Play-Out; nella sfida per la permanenza giocata contro il Nola, la compagine sarnese esce sconfitta per 3-1 facendo quindi ritorno in Eccellenza dopo 5 anni di assenza. 
In seguito alla retrocessione della squadra in Eccellenza, il club decide di non presentare la richiesta di ripescaggio ed il titolo sportivo verrà messo in vendita, ma suo il mancato acquisto comporterà prima la consegna della società nelle mani del sindaco di Sarno e poi la scomparsa della società dai campionati calcistici.

### La ripartenza dalla Promozione:2019-2023
Nel luglio 2019 il titolo sportivo viene prelevato da una società di Promozione, l'ASD Picciola, che decide di giocare le sue partite a Sarno, la squadra si inscrive al campionato di Promozione per la stagione 2019-2020 concludendo all'ottavo posto in classifica nel Girone D. Nel 2020, la società ha cambiato denominazione in A.S.D. F.C. Sarnese 1926 e per la stagione 2020-2021 si è inscritta nuovamente per il campionato di Promozione, ma il campionato non venne svolto a causa della diffusione della Pandemia di COVID-19 in Italia. 
L'annata successiva, la 2021-2022, partecipa nuovamente al campionato venendo inserita nel girone E di Promozione Campania che conclude al terzo posto in classifica, guidata soprattutto dai goal dell'attaccante Francesco Vitale che realizza 27 reti fra campionato e coppa in stagione; la terza posizione che gli permette lo stesso di accedere alla prima fase dei play-off per l'Eccellenza, i granata però dopo aver superato la Pro Sangiorgese nel primo turno con una vittoria per 1-0 ai tempi supplementari, non riuscirono ad andare oltre lo 0-0 contro il Centro Storico Salerno nel turno successivo, venendo così eliminati in virtù del miglior piazzamento dell'avversario in campionato. Nella stagione 2022-2023 inserita in quest'annata nel girone D di Promozione Campania, termina il campionato al decimo posto in classifica mantenendo nuovamente la categoria ma senza mai veramente lottare per la promozione.

### La terza gestione Pappacena

#### 2023-24: La doppietta Eccellenza e Coppa Italia Campania

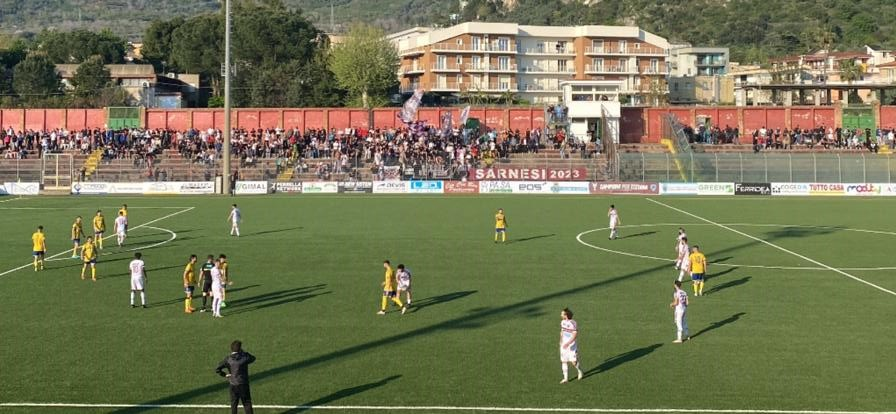
La Sarnese, in maglia bianca, durante la partita di Eccellenza Campania 2023-2024 contro la

Nell'estate 2023 l'imprenditore locale e già per due volte presidente in passato della società granata, Aniello Pappacena, diventa nuovamente presidente della società. La nuova dirigenza rileva il titolo della Polisportiva Lioni, cambia la denominazione in A.S.D. Sarnese 1926 e si inscrive al campionato di Eccellenza Campania 2023-2024, venendo inserita nel girone B. I  granata si presentano come una delle favorite per la vittoria del girone, affidando la panchina a Carmine Turco e mettendo sotto contratto giocatori esperti per la categoria tra cui l'attaccante Davide Evacuo, capocannoniere in Eccellenza nella passata stagione con 26 reti, quello ghanese David Nana Yeboah Johnson, il difensore originario di Sarno Roberto Vitolo, l'esterno d'attacco argentino Franco Padin ed il centrocampista, primavera Juventus, Nicolò Corticchia. La squadra inizia abbastanza bene la stagione ma dopo la sconfitta contro il Giffoni Sei Casali per 2-1 alla sesta giornata, la dirigenza decide di sollevare dall'incarico l'allenatore Carmine Turco e di affidare la panchina ad Egidio Pirozzi, già più volte allenatore della squadra granata in passato. La Sarnese si laurea campione d'inverno nel suo girone di Eccellenza ma a gennaio con la squadra prima ed appena dopo aver conquistato l'accesso alla finale di Coppa Italia Dilettanti Campania, il mister Pirozzi viene sollevato dall'incarico. La guida tecnica della squadra viene quindi affidata a Francesco Farina.
Il 31 gennaio 2024 la Sarnese vince per la prima volta nella sua storia la Coppa Italia Dilettanti Campania vincendo ai supplementari la finale, giocata allo Stadio Partenio di Avellino, per 1-0 contro la Puteolana, con un goal dell'attaccante Davide Evacuo. La squadra quindi si guadagna un posto nella Coppa Italia Dilettanti venendo inserito nel girone G insieme ai lucani della Santarcangiolese ed i pugliesi del Manduria, nella prima partita del girone la Sarnese non riesce ad andare oltre l'1-1 contro il Manduria nella sfida giocata a Sarno e nonostante la vittoria nella seconda partita per 2-1 sul campo della Santarcangiolese, la squadra viene eliminata dalla competizione a favore del Manduria a causa della differenza reti.
In campionato i granata continuano anche nel girone di ritorno a mantenere salda la testa della classifica; nella prima sfida di campionato del 2024, giocata nel giorno dell'epifania contro il Castel San Giorgio, secondo in classifica, la Sarnese riesce ad ottenere un pareggio rimontando fino al 2-2 grazie alla doppietta di Yeboah, per poi vincere con un netto 4-0, firmato dai goal di Ciampi, Pellecchia, Dentice e Cassandro, la sfida contro l'Agropoli e rifilare un netto 2-0 al Giffoni Sei Casali, nella sfida successiva alla vittoria nella Coppa Italia Dilettanti Campania, con le reti di Padin e Sbordone. Grazie alla vittoria esterna per 2-0 contro il Costa d'Amalfi, firmata da Yeboah e Padin, la squadra di mister Farina mantiene saldo il comando del girone B fino alla sosta pasquale, con sole quattro giornate da giocare e nove punti di vantaggio dalla seconda in classifica; al rientro dalla sosta i granata, con la vittoria "derby" contro la Scafatese per 1-0 con il goal al minuto ottantatré di Franco Padin, ottengono un'ulteriore tassello fondamentale per chiudere il discorso promozione, e con 3 giornate dalla fine alla Sarnese bastava solo un punto per conquistare matematicamente un campionato dominato in lungo e in largo. Alla trentunesima e terz'ultima giornata del campionato la squadra granata, grazie al pareggio per 0-0 ottenuto fuori casa contro la Virtus Avellino, conquista il punto necessario per ottenere la matematica promozione in Serie D e la certezza di terminare il Girone B dell'Eccellenza Campania 2023-2024 in testa alla classifica; la Sarnese fa così il suo ritorno nella quarta serie nazionale dopo cinque anni di assenza.

#### 2024-25: Il ritorno in D
In vista del ritorno in Serie D nell'estate del 2024 la società sarnese decise di stravolgere totalmente la squadra, andando a cambiare sia l'allenatore che il direttore sportivo, e non confermando nessuno dei giocatori che facevano parte della rosa nella stagione precedente. Come nuovo direttore sportivo è stato ingaggiato Riccardo Bolzan mentre per la guida della panchina granata è stato scelto l'ex allenatore della Paganese, Massimo Agovino. Durante il mercato estivo lo società ha investito su molti giovani giocatori, alcuni provenienti anche dai settori giovanili di squadre della Serie A, come Habtamu Gasti, Alessio Piantedosi ed il portiere Bryan Bonucci, ma anche su giocatori con molta esperienza per la categoria tra cui l'attaccante ed il difensore, entrambi argentini, Laurato Fernandez e Rodrigo Callegari, l'ala destra originario del marocco Soufiane Lagzir, il difensore Enrico Pezzi, con oltre 300 presenze tra Serie B e Serie C, e l'attaccante classe 1992, primavera Roma, Mattia Montini.

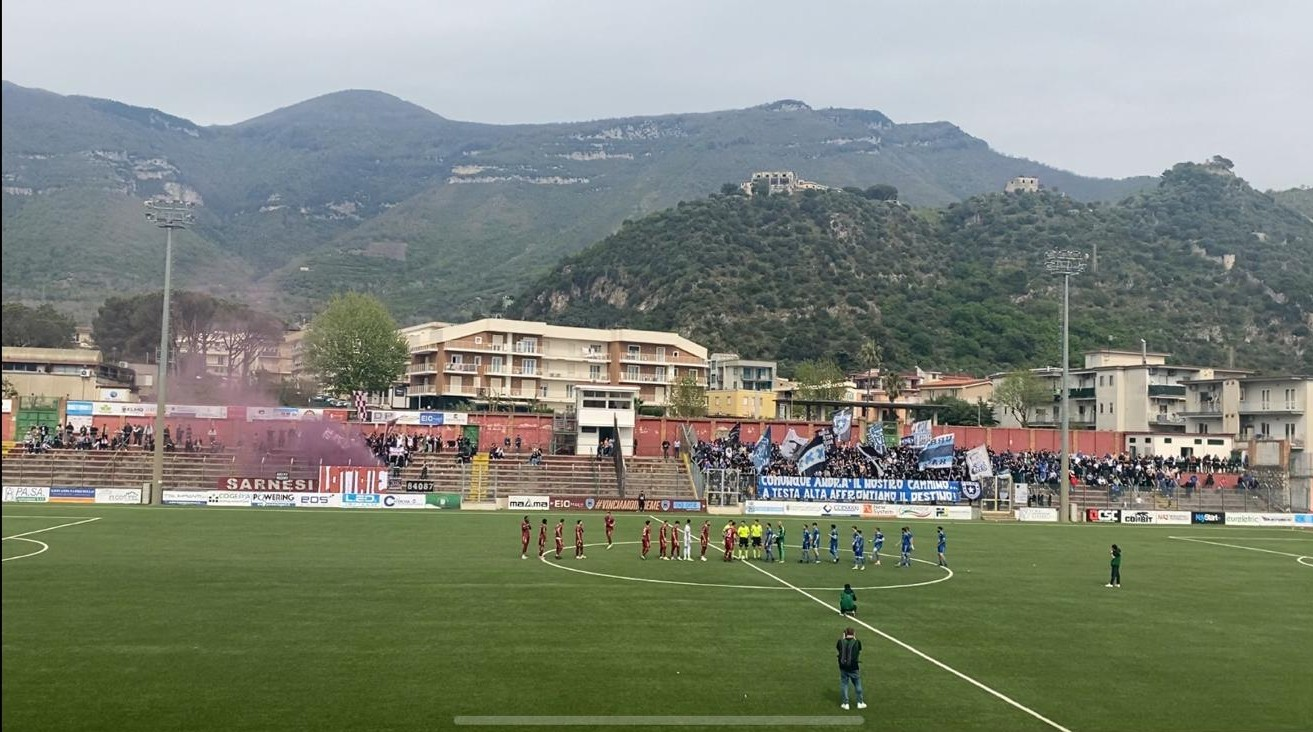
I Granata e la Paganese, prima della sfida del Girone G della Serie D 24-25.

La stagione si apre con la vittoria casalingha nel turno preliminare della Coppa Italia Serie D 2024-2025 per 3-0 contro il Savoia con le reti di  Uliano, Lagzir e Iannone; l'avventura in Coppa Italia però si conclude al turno successivo con i Granata che escono sconfitti per 2-1 dalla Paganese. I granata di mister Agovino per la stagione sportiva della Serie D 2024-2025, sono stati sorteggiati nel girone G; il cammino in campionato inizia con la vittoria in trasferta contro il Cynthialbalonga per 1-0, grazie ad un rigore di Iannone, ma nelle successive 5 partite la squadra colleziona tre pareggi e due sconfitte, risultati che portano la dirigenza ad esonerare il mister Agovino che venne sostituito dall'ex Nocerina, Giovanni Cavallaro. Sotto la guida del nuovo allenatore i Granata collezionano sette risultati utili consecutivi che portano la squadra a soli quattro punti dalla vetta della classifica arrivati alla tredicesima giornata del campionato; la Sarnese però poi nel mese di dicembre esce prima sconfitta per 1-0 in due derby campani fondamentali, nella sfida contro la Paganese e poi in quella contro il Savoia, e perde poi anche l'ultima partita del girone d'andata, prima della sosta natalizia, contro il Costa Orientale Sarda per 2-0 al Felice Squitieri; .
Il girone di ritorno si apre con due vittorie consecutive per la Sarnese, prima con il 4-3 in casa contro il Cynthialbalonga e poi con la vittoria in trasferta per 2-0 sul campo del Terracina ma, nonostante il doppio successo, dopo la sconfitta per 3-2 sul campo della primatista Gelbison che mise virtualmente fine alle speranze promozioni per i Granata, la società decise di rimuovere dalla guida tecnica Giovanni Cavallaro, che venne sostituito da Raffaele Novelli. La squadra perde la prima partita, guidata in panchina dal terzo allenatore in stagione, con un netto 3-0, a Sarno, per conto della Puteolana, risultato che spegne definitivamente le possibilità di lottare per la promozione; nonostante ciò la squadra prosegue il campionato, fino alla fine della stagione, ottenendo ottimi risultati tra cui: la vittoria per 6-2 in trasferta contro Anzio con reti di Labriola, Lagzir, doppietta di Fall e De Nova; il pareggio in casa per 1-1 contro, i futuri vincitori del girone, del Guidonia Montecelio e la vittoria casalinga nel derby contro la Paganese alla quart'ultima di campionato per 1-0. I Granata hanno concluso il Girone G al terzo posto finale, con 62 punti e 18 vittorie, 8 pareggi e 8 sconfitte.

## Colori e Simboli

### Colori
Il colore che storicamente ha rappresentato ed accompagnato le stagioni della Sarnese è il Granata, che ancora oggi è il colore sociale della squadra, ma sul reale motivo per il quale tale colore è stato scelto sono diverse le ipotesi, di cui la più plausibile è la mutuazione delle maglie della Salernitana.
Dopo aver usato il granata durante i primi decenni dell'attività sportiva, una delle prime maglie della Sarnese del dopo guerra era nero-azzurra, mentre un'altra era tutta bianca con la stella monarchica sul petto. Vi furono anche delle casacche di colore verde in omaggio alla squadra dell' Avellino.
Quando la Sarnese venne rifondata sul finire degli anni cinquanta scendeva in campo con le casacche di colore bianco-nero, visto che tra i ragazzi che si impegnarono nella rifondazione della squadra era molto popolare la Juventus, che in quegli anni dominava il campionato italiano. Sarà poi l'arrivo dell'allenatore Checco Mazzetti, nei primi anni sessanta, a far si che il granata tornasse ad essere il colore principale della squadra.
| 1926-45 Casa       | 1926-45 Trasferta  | Metà Anni '40 | Metà Anni '40 | Primi anni '60 | Anni '60 Casa      |
| Anni '60 Trasferta | Anni '60 Trasferta | Anni '70 Casa | Anni'80 Casa  | Anni '80 Casa  | Anni '80 Trasferta |

### Stemma
Lo stemma societario è costituito da un emblema a forma di scudo con un bordo marrone. All'interno dello scudo, su uno sfondo celeste, è raffigurato un Ippogrifo marrone, simbolo della squadra e della città di Sarno, con ali spiegate e una zampa alzata che tiene un pallone da calcio.
Sopra l'immagine dell'Ippogrifo, nella parte superiore dello scudo, è presente la scritta "SARNESE 1926" in caratteri maiuscoli di colore rosso. L'Ippogrifo e poggiato con le altre tre zampe sopra tre monti, dai quali scaturiscono tre sorgenti che formano un fiume; il tutto a riprendere lo stemma della città in cui vi sono le tre principali sorgenti che formano il Fiume Sarno, che sono Santa Maria della Foce, Draconteo (Rio Palazzo) e Santa Marina.

### Inno
L'inno della squadra è la canzone Olè Olè Olè, Forza Sarnese, composta da Nino Alberto negli anni ottanta, riprendendo un coro cantato dai tifosi granata durante gli anni della prima presidenza di Pappacena.

## Strutture

### Stadio

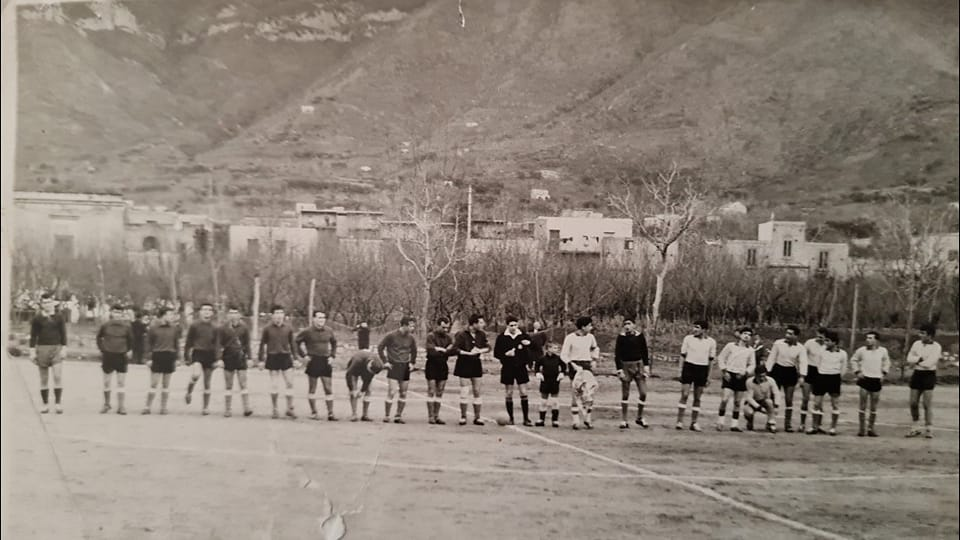
Sarnese vs Savoia, amichevole del 1964 giocata presso il Campo del Lagno

La squadra giocava originariamente le sue partite casalinghe in vari campi improvvisati sparsi per il comune o presso i campi di alcune delle parrocchie della città. Il primo vero e proprio campo da gioco, fu un campo di terra battuta situato nel centro di Sarno lungo Corso Amendola (in passato conosciuto come Corso Risorgimento), lì dove oggi sorge Piazza V Maggio; la Sarnese giocò in questo campo fino al secondo dopoguerra, quando il campo, anche a causa delle macerie causate dal conflitto, non rispettando più le misure previste dalla federazione per poter ospitare delle partite dei campionati federali, finì in disuso diventando lo spazio cittadino riservato la mercato.
Quando sul finire degli anni cinquanta nella cittadina campana venne ripreso il discorso della Sarnese, un gruppo di giovani, che avrebbero poi contribuito alla rinascita della squadra, decise di ripulire l'area conosciuta con il nome di "Lagno" dalle erbacce, trasformandolo in un terreno di gioco recintato con un terrapieno per le tribune. Il campo, che era di dimensioni molto ridotte, con gli spettatori che si accalcavano intorno alle linee del campo ed i giocatori che, non essendoci degli spogliatoi, dovevano cambiarsi in una baracca improvvisata poco lontani e poi essere accompagnati, divenne lo stadio casalingo per le partite della Sarnese fino alla costruzione dello stadio comunale, entrando nell'immaginario comune di varie generazioni di sarnesi.

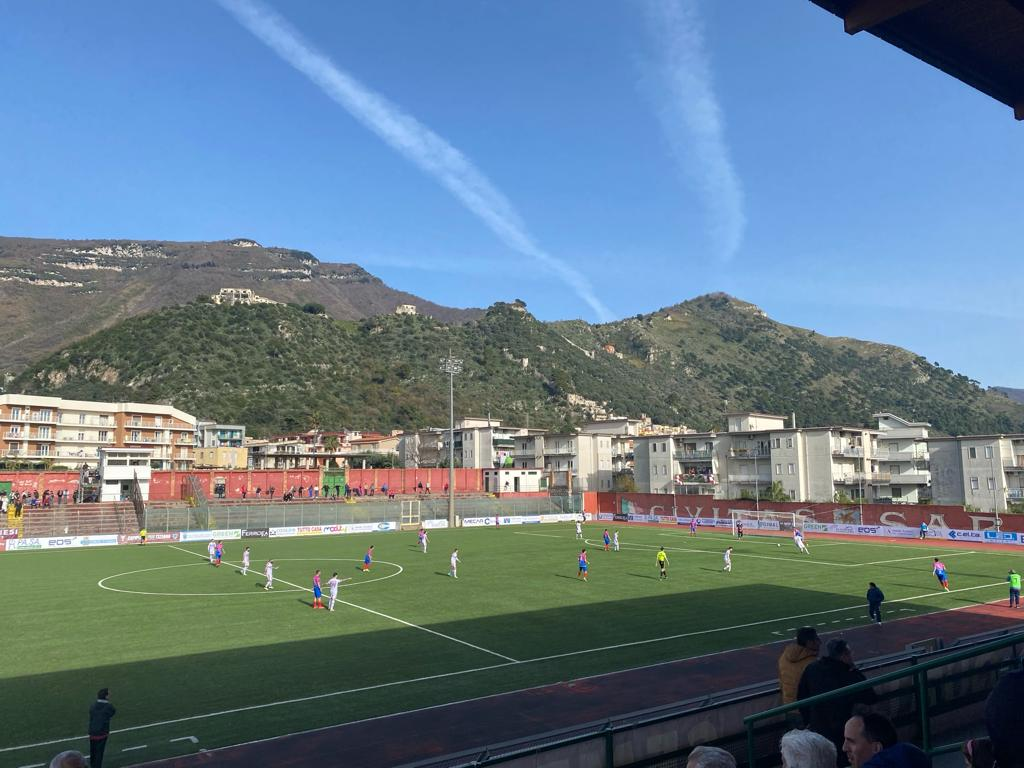
L'interno del Felice Squitieri durante una partita della Sarnese

Dalla prima metà degli anni sessanta 1960, durante la presidenza di Esposito, venne fatta molta pressione sull'allora sindaco Capua per dotare la città di Sarno di un degno impianto sportivo, e vennero quindi avviati i lavori per la costruzione di uno stadio comunale per ospitare le partite della Sarnese; dopo alcuni anni di costruzione la struttura venne terminata e nominata "Felice Squitieri", in memoria di un aviatore sarnese deceduto durante la seconda guerra mondiale. Inaugurato con un'amichevole tra Roma e Salernitana, l'impianto è costituito da un settore distinti, composto da delle gradinate non numerate, ed un settore tribuna, omologata con una capienza di posti a sedere massima di 3.246 posti. La struttura possiede inoltre una pista di atletica ed è dotato di illuminazione notturna. Le dimensioni del campo di gioco sono 100 metri in lunghezza e 60 metri in larghezza.
Lo stadio è stato più volte sottoposto ad interventi di manutenzione e rifacimento negli anni duemila dieci. Nel 2016 la tribuna è stata ammodernata con l'installazione di una copertura e la realizzazione di una sala stampa, una punto di ristoro e di una palestra. In occasione delle Universiadi 2019, tenutesi in Campania, lo stadio rientrò tra le strutture usate per la competizione venendo quindi sottoposto ad ulteriori lavori che portarono alla ristrutturazione degli spogliatoi, della palestra e del bar, oltre all'installazione di un nuovo manto in erba artificiale che sostituì quello già esistente.

## Società

### Denominazioni
- 1926-1959:  Unione Sportiva Sarnese
- 1959-1969:  Polisportiva Sarnese
- 1969-2000:  Società Calcio Sarnese
- 2000-2013:  Società Calcio Sarnese 1926
- 2013-2014:  Polisportiva Sarnese
- 2014-2015:  Associazione Sportiva Dilettantistica Polisportiva Sarnese
- 2015-2019:  Società Sportiva Dilettantistica Polisportiva Sarnese 1926
- 2020-2023:  Associazione Sportiva Dilettantistica Football Club Sarnese 1926
- 2023-presente:  Associazione Sportiva Dilettantistica Sarnese 1926

### Sponsor
| Cronologia degli sponsor tecnici - 1926-2008 ... - 2008-2011: Macron - 2011-2013: Devis - 2013-2015: Legea - 2015-2024: Devis - 2024-oggi: Magma Sport | Cronologia degli sponsor ufficiali - 1926-1981 ... - 1981-1985: La Metal Sarno - 1985-1990: Mobili Salerno - 1990-2010 ... - 2010-2013: SO.I.GE.A - 2013-2014 nessuno - 2014-2015: SO.I.GE.A - 2015-2017: Centro LARS Renzullo - 2017-2018: Monteleone Dolci - 2018-2019: Zurich Assicurazioni Sarno - 2019-2020 ... - 2021-oggi: SO.I.GE.A |

### Organigramma Societario
Fonte
| Ruolo                               | Nome               |
| ----------------------------------- | ------------------ |
| Presidente                          | Aniello Pappacena  |
| Vice-Presidente                     | Italo Canzolino    |
| Vice-Presidente                     | Giovanni Pappacena |
| Segretario del Consiglio            | Carmelo Pappacena  |
| Consigliere                         | Giovanni D'Auria   |
| Consigliere                         | Pietro De Rosa     |
| Consigliere                         | Francesco Esposito |
| Consigliere                         | Giuseppe Pappacena |
| Consigliere                         | Antonio Piscoquito |
| Responsabile Amministrativo Finanza | Brigida Corrado    |
| Responsabile Settore Giovanile      | Emilio Diodati     |
| Responsabile Area Comunicazione     | Gianfranco Collaro |